# Carissa Yip
Carissa Shiwen Yip (* 10. September 2003 in Boston) ist eine US-amerikanische Schachspielerin.
Carissa Yip lernte das Schachspiel im Alter von sechs Jahren von ihrem Vater. Mit acht Jahren galt sie als beste Schachspielerin ihres Alters. Im November 2012 vertrat sie die USA bei einem internationalen Schachturnier in Slowenien.
Wenige Tage vor ihrem elften Geburtstag schlug sie bei einem Turnierspiel GM Alexander Ivanov und war damit bis 2025 die jüngste Spielerin, die einen Großmeister besiegte. Im Alter von 11 Jahren, 5 Monaten und 18 Tagen wurde sie die jüngste Person, die in den USA den USCF-Titel National Master erlangte.
2016 nahm sie erstmals an der US-Frauenmeisterschaft teil. Im selben Jahr erhielt sie den Titel FIDE-Meister der Frauen (WFM), ein Jahr später den FIDE-Meister-Titel (FM). Im Juli 2018 erhielt Yip vom Weltschachbund FIDE den Titel Internationaler Meister der Frauen (WIM), im September 2019 den Titel Großmeisterin der Frauen (WGM) und im Februar 2020 den Titel Internationaler Meister (IM). Damit war sie die bis dato jüngste US-Amerikanerin, die den IM-Titel erhielt. 2023 hat Alice Lee mit 13 Jahren ihren Rekord gebrochen. 2025 gewann Yip den Cairns Cup mit 6/9 Punkten und erzielte dabei auch ihre zweite GM-Norm.
Yip nahm an den US-Frauenmeisterschaften 2016, 2017, 2019, 2020, 2021 und 2023 teil, 2020 erreichte sie den zweiten Platz, 2021, 2023 und 2024 gewann sie das Turnier. 2018, 2019 und 2020 wurde sie Erste in der US-Schachmeisterschaft der Mädchen. In der United States Chess League spielte Yip 2014 und 2015 für die New England Nor’easters.